# 多吉 (地质学家)
多吉（藏語：རྡོ་རྗེ་，威利转写：rdo rje；1953年9月10日—），男，藏族，西藏加查人，中国地质学家，中国工程院院士。

## 生平
多吉出生于西藏加查县洛林乡一户偏僻的山村农民家庭，1978年毕业于成都地质学院后在西藏从事地热、矿产、水文、工程、环境地质勘查及科研工作。1987年赴意大利比萨国际地热学院学习地热勘查技术一年。紧接着又到美国加洲大学劳伦斯国家实验室学习地热资源评价及热水矿床的形成机制。2001年当选中国工程院院士，是西藏历史上第一位中国工程院院士，也是第一位藏族工程院院士。2006年，任西藏自治区地质矿产勘查开发局党委副书记、局长。2011年1月至2016年1月，任西藏自治区人大常委会副主任。